# Dor Film
DOR Film Produktionsgesellschaft m.b.H. est une société de production de cinéma autrichienne.

## Histoire
Dor Film est fondé en 1988 par Milan Dor (de) et Danny Krausz. Sa première production, Pink Palace, Paradise Beach, sort l'année suivante. En 1995, Milan Dor se retire de la gestion active, mais continué à travailler sur la ligne éditoriale de Dor Film. Kurt Stocker lui succède. En 1996, Dor Film crée une filiale, Zentrum für audiovisuelle Postproduktion (ZAP). Pour l'ÖRF, elle produit la série télévisée Die Knickerbocker-Bande.
Dor Film obtient un grand succès en 1998 avec Hinterholz 8 qui est le film autrichien qui a le plus de spectateurs en 1999 (618 000).
Avec la fondation par Danny Krausz de la filiale DOR Film West Gmbh à Munich, Dor Film s'étend en 1998 vers l'Allemagne.
Un gros échec est la coproduction américaine Les Hommes de Sa Majesté, qui a coûté 25 millions de dollars.
En 2002, Poppitz attire 441 000 spectateurs en Autriche.
En 2006, Dor Film rejoint l'Association of Austrian Filmproducers qui comprend aussi Allegro Film, Epo-Film, MR Film, Team-Film, Wega Film et Satel Film pour créer Film Austria.

## Filmographie partielle
- 1989 : Pink Palace, Paradise Beach – Réalisation : Milan Dor
- 1990 : Zeit der Rache – Réalisation : Anton Peschke
- 1991 : Die mysteriösen Lebenslinien – Réalisation : David Rühm
- 1991 : Die Flucht – Réalisation : David Rühm
- 1993 : Indien – Réalisation : Paul Harather
- 1995 : Frère sommeil – Réalisation : Joseph Vilsmaier
- 1995 : Die Knickerbocker-Bande: Das sprechende Grab – Réalisation : Marijan David Vajda
- 1995 : Die Ameisenstraße – Réalisation : Michael Glawogger
- 1996 : Kino im Kopf – Réalisation : Michael Glawogger
- 1997 : Blutrausch – Réalisation : Thomas Roth (de)
- 1998 : Hinterholz 8 – Réalisation : Harald Sicheritz
- 1998 : Beastie Girl – Réalisation : Johannes Fabrick
- 1998 : Les Héritiers – Réalisation : Stefan Ruzowitzky
- 1999 : Sunshine – Réalisation : István Szabó
- 1999 : Untersuchung an Mädeln – Réalisation : Peter Payer
- 2000 : Gripsholm – Réalisation : Xavier Koller
- 2000 : Kaliber Deluxe – Réalisation : Thomas Roth (de)
- 2000 : Komm, süßer Tod – Réalisation : Wolfgang Murnberger
- 2001 : Les Hommes de Sa Majesté – Réalisation : Stefan Ruzowitzky
- 2002 : Nogo – Réalisation : Gerhard Ertl, Sabine Hiebler
- 2002 : Poppitz – Réalisation : Harald Sicheritz
- 2004 : Nacktschnecken – Réalisation : Michael Glawogger
- 2004 : Silentium – Réalisation : Wolfgang Murnberger
- 2004 : Les truands cuisinent (c(r)ook) – Réalisation : Pepe Danquart
- 2004 : Die Viertelliterklasse (de) – Réalisation : Roland Düringer, Roland Kehrer
- 2006 : Bye Bye Blackbird – Réalisation : Robinson Savary
- 2006 : Lapislazuli – im Auge des Bären (de) – Réalisation : Wolfgang Murnberger
- 2007 : 42plus (de) – Réalisation : Sabine Derflinger
- 2008 : Duel au sommet – Réalisation : Philipp Stölzl
- 2009 : Fleur du désert – Réalisation : Sherry Hormann
- 2009 : Lili la petite sorcière, le dragon et le livre magique – Réalisation : Stefan Ruzowitzky
- 2010 : Die unabsichtliche Entführung der Frau Elfriede Ott – Réalisation : Andreas Prochaska
- 2011 : Wie man leben soll (de) – Réalisation : David Schalko
- 2012 : Yoko – Réalisation : Franziska Buch
- 2012 : Ludwig II. – Réalisation : Peter Sehr, Marie Noëlle
- 2013 : Zweisitzrakete – Réalisation : Hans Hofer
- 2013 : Deine Schönheit ist nichts wert – Réalisation : Hüseyin Tabak
- 2013 : Le Dernier des injustes – Réalisation : Claude Lanzmann
- 2013 : Paganini, le violoniste du diable – Réalisation : Bernard Rose
- 2015 : Das ewige Leben – Réalisation : Wolfgang Murnberger

## Source de traduction
- (de) Cet article est partiellement ou en totalité issu de l’article de Wikipédia en allemand intitulé « Dor Film » (voir la liste des auteurs).